# Premio letterario Merck Serono
Il Premio Letterario Merck è un premio dedicato a saggi e romanzi, pubblicati in italiano, che sviluppano un confronto ed un intreccio tra scienza e letteratura.

## Storia
Il Premio letterario Merck (precedentemente Premio letterario Serono e, successivamente, Premio letterario Merck Serono) è nato nel 2002. Fino al 2005 il premio prevedeva una sezione per opere inedite.

## Modalità di premiazione
Il premio è attualmente diviso nella sezione saggi e sezione romanzi. La giuria può non attribuire il premio in una delle sezioni. Può inoltre assegnare menzioni d'onore ad altre opere ritenute particolarmente meritevoli. La cerimonia della premiazione si svolge nel mese di luglio a Roma.
Al premio è collegato La scienza narrata, concorso di scrittura creativa a tema scientifico riservato agli studenti delle scuole superiori.

## Albo dei vincitori
1ª edizione (2003)
- Premio per il romanzo: Italia Vitiello, Storie di un mondo fantastico, Ed. Marotta e Cafiero (2003)
- Premio per il saggio: Adriana Bazzi e Paolo Vezzoni, Biotecnologie della vita quotidiana, Laterza (2003)

2ª edizione (2004)

- Premio per il romanzo: Mark Haddon, Lo strano caso del cane ucciso a mezzanotte, Einaudi (2003)
- Premio per il saggio: Margherita Fronte e Pietro Greco, Figli del genoma, Ed. Avverbi (2003)

3ª edizione (2005)
- Premio per il romanzo: Carl Djerassi, Operazione Bourbaki, Di Renzo Editore (2005)
- Premio per il saggio: Luigi Luca Cavalli-Sforza, L'evoluzione della cultura, Codice Edizioni (2004)

4ª edizione (2006)
- Premio per il romanzo: Kazuo Ishiguro, Non lasciarmi, Einaudi (2005)
- Premio per il saggio: Edoardo Boncinelli, L'anima della tecnica, RCS MediaGroup (2006)
- Menzione d'onore: Flo Conway, Jim Siegelman, L'eroe oscuro dell'età dell'informazione, Codice Edizioni (2005)

5ª edizione (2007)
- Premio per la narrativa: Hans Magnus Enzensberger, Il mago dei numeri, Einaudi (1997)
- Premio per il saggio: Guido Barbujani, L'invenzione delle razze, Bompiani (2007)
- Menzione d'onore: Massimiano Bucchi, Scegliere il mondo che vogliamo, Il Mulino (2006)

6ª edizione (2008)
- Premio per la narrativa: Paolo Giordano, La solitudine dei numeri primi, Arnoldo Mondadori Editore (2008)
- Premio per il saggio: Enrico Alleva, La mente animale, Einaudi (2008)
- Menzione d'onore: collana Farsi un'idea, Il Mulino (dal 2008)

7ª edizione (2009)
- Premio per la narrativa: Stefan Merrill Block, Io non ricordo, Neri Pozza Editore (2007)
- Premio per il saggio: Gianni Bonadonna con Giangiacomo Schiavi, Medici umani, pazienti guerrieri, Baldini Castoldi Dalai Editore (2008)
- Premio alla carriera: Jean Starobinski

8ª edizione (2010)
- Premio per la narrativa: Edward Osborne Wilson, La creazione, Adelphi (2008)
- Premio per il saggio: Gabriele Milanesi, I geni altruisti, Arnoldo Mondadori Editore (2009)

9ª edizione (2011)
- Premio per la narrativa: Bruno Arpaia, L'energia del vuoto, Ed. Guanda
- Premio per il saggio: John D. Barrow, Le immagini della scienza, Ed. Mondadori

10ª edizione (2012)
- Premio per la narrativa: Jean Echenoz, Lampi, Ed. Adelphi
- Premio per il saggio: Vilayanur S. Ramachandran, L'uomo che credeva di essere morto e altri casi clinici sul mistero della natura umana, Ed. Mondadori
- Menzione d'onore: Telmo Pievani, La vita inaspettata. Il fascino di un'evoluzione che non ci aveva previsto, Ed. Raffaello Cortina

11ª edizione (2013)
- Premio per la narrativa: Marco Paolini, ITIS Galileo
- Premio per il saggio: Brian Greene, La realtà nascosta, Ed. Einaudi
- Menzione d'onore: Elio Cadelo, Perché gli Ogm, Ed. Palombi

12ª edizione (2014)
- Premio per la narrativa: Francisco Gonzalez-Crussi, Organi vitali, Ed. Adelphi
- Premio per il saggio: Carlo Rovelli, La realtà non è come ci appare, Ed. Raffaello Cortina
- Menzione d'onore: Giovanna Zucca, Una carrozza per Winchester. L'ultimo amore di Jane Austen , Ed. Fazi

13ª edizione (2015)
- Premio per il romanzo: Maylis de Kerangal, Riparare i viventi, Ed. Feltrinelli
- Premio per il saggio: David Quammen, Spillover. L'evoluzione delle pandemie, Ed. Adelphi
- Menzione d'onore: Nicola Piovani, Epta

14ª edizione (2016)
- Premio per il romanzo: Helen Macdonald, Io e Mabel ovvero l'arte della Falconeria, Ed. Einaudi
- Premio per il saggio: Alberto Mantovani, Immunità e vaccini, Ed. Mondadori
- Menzione d'onore: Andrea Moro, I confini di Babele. Il cervello e il mistero delle lingue impossibili, Ed. Il Mulino

15ª edizione (2017)
- Premio per la narrativa: Sam Kean, Il pollice del violinista, Adelphi
- Menzione d'onore: Paolo Zellini, La matematica degli dèi e gli algoritmi degli uomini, Adelphi

16ª edizione (2018)
- Premio per il saggio: Carl Safina, Al di là delle parole, Adelphi
- Menzione d'onore: Lucio Russo, Perché la cultura classica, Mondadori